# Senel Paz
 (août 2012).
Si vous disposez d'ouvrages ou d'articles de référence ou si vous connaissez des sites web de qualité traitant du thème abordé ici, merci de compléter l'article en donnant les références utiles à sa vérifiabilité et en les liant à la section « Notes et références ».
Pour les articles homonymes, voir Paz.
Senel Paz (né en 1950 à Fomento, province de Sancti Spíritus) est un écrivain et scénariste cubain.
Il est connu principalement au niveau international pour son récit El bosque, el lobo y el hombre nuevo, pour lequel il a obtenu le Prix Juan Rulfo et qui a été adapté au cinéma avec le film Fraise et Chocolat (1993, dont il est le coscénariste), prix du meilleur scénario au Festival international du nouveau cinéma latino-américain de La Havane seul film cubain nommé l'Oscar du meilleur film en langue étrangère. 
Il est l'auteur des scénarios de films populaires comme Una novia para David et Adorables mentiras. Il a aussi collaboré aux scénarios de Liste d'attente (Lista de espera), Un paraíso bajo las estrellas, Malena es un nombre de tango, Cosas que dejé en La Habana et Una rosa de Francia.
Il est aussi l'auteur de pièces de théâtre, de contes et de nouvelles, lesquelles ont été traduites en sept langues et publiées dans des recueils d'anthologie à travers le monde.
Il a été également enseignant dans le domaine de la dramaturgie au cinéma, à Cuba et à l'étranger ; il a fait trois cours en chaire de scénario à l'École internationale de cinéma et télévision de San Antonio de los Baños. 

## Ouvrages publiés
- 2007 : En el cielo con diamantes, nouvelle
- 2004 : No le digas que la quieres, contes
- 1993 : Las hermanas, contes
- 1989 : Los becados se divierten, contes
- 1983 : El rey en el jardín, nouvelle
- 1980 : El niño aquel, contes

## Filmographie
- 2006 : Una rosa de Francia de Manuel Gutiérrez Aragón
- 2003 : Más vampiros en La Habana de Juan Padrón
- 2000 : Liste d'attente (Lista de espera) de Juan Carlos Tabío
- 2000 : Un paraíso bajo las estrellas de Gerardo Chijona
- 1997 : Cosas que dejé en La Habana de Manuel Gutiérrez Aragón
- 1996 : Malena est un nom de tango (Malena es un nombre de tango) de Gerardo Herrero
- 1994 : Maite d'Eneko Olasagasti et Carlos Zabala
- 1993 : Fraise et chocolat (Fresa y chocolate) de Tomás Gutiérrez Alea
- 1992 : Adorables mensonges (Adorables mentiras) de Gerardo Chirona
- 1989 : El amor se acaba
- 1985 : Una novia para David d'Orlando Rojas